# Bylany u Mostu
 (novembre 2020).
Bylany u Mostu, en allemand Püllna, est un ancien village de Bohême, près de Most. Cette petite localité possédait des sources minérales alcalines très renommées, exportées dans toute l'Europe. Elles étaient situées dans une prairie et creusées à une profondeur de 3 mètres.
Depuis 1978, ce village fait partie de la ville de Malé Březno.

## Source
« Bylany u Mostu », dans Pierre Larousse, Grand dictionnaire universel du XIXe siècle, Paris, Administration du grand dictionnaire universel, 15 vol., 1863-1890 [détail des éditions].